# 18499 Showalter
18499 Showalter è un asteroide della fascia principale. Scoperto nel 1996, presenta un'orbita caratterizzata da un semiasse maggiore pari a 2,3915029 UA e da un'eccentricità di 0,3507589, inclinata di 4,28679° rispetto all'eclittica.